# Ratko Maček
Ratko Maček (Kamenica, 25. travnja 1967.) hrvatski je novinar, specijalist za odnose s javnošću, poduzetnik i političar.

## Životopis
Roden u Kamenici, gdje su mu roditelji bili učitelji.
Apsolvirao kroatistiku na Filozofskom fakultetu Sveučilišta u Zagrebu.

## Novinarstvo
Počeo je raditi kao novinar još na studiju, te je od 1991. radio u HINA-i. Angažiran je zatim na varaždinskoj VTV televiziji, kojoj je postao i suvlasnikom. Budući da je VTV televizija u posljednjem desetljeću 20. stoljeća bila usko povezana s Hrvatskom radiotelevizijom (HRT), te joj je do 2001. godine iznajmljivala prostor i opremu za pripremu i emitiranje programa HTV studija Varaždin (na čijem je čelu bio Zlatko Mehun, također bivši suvlasnik VTV Televizije), Maček je prvo postao honorarac, a zatim i zaposlenik javne televizije te je počeo raditi u njezinu varaždinskom dopisništvu kao novinar u HTV-ovoj Regionalnoj panorami, a nastavio u Zagrebu, gdje je bio urednik i voditelj Dnevnika Hrvatske televizije do 2002. godine.

## Odnosi s javnošću
Ratka Mačeka je Ivo Sanader 2002. godine angažirao kao glasnogovornika Hrvatske demokratske zajednice. U pripremi za saborske izbore 2003. stranka je kao savjetnika angažirala irskoga spin doktora Patricka Jamesa „P. J.“ Maru, koji je znatno pridonio izbornoj pobjedi, a istodobno je Maček uza nj učio i usavršio zanat odnosa s javnošću.  Nakon pobjede Sanader je formirao koalicijsku vladu, a Maček je imenovan predstojnikom Ureda za odnose s javnošću, tj. glasnogovornikom Vlade, zadržavši isto mjesto i u stranci. Hrvatska demokratska zajednica je pobijedila i na saborskim izborima 2007., ali je Maček nakon kampanje odstupio s dužnosti glasnogovornika zbog, tvrdio je pred sudom, otežane komunikacije sa Sanaderom.
Sa srednjoškolskim kolegom Miroslavom Kovačićem osnovao je poduzeće MPR Strateško komuniciranje. Za svoje kampanje angažirali su ga, među inima, i Jadranka Kosor odnosno Andrija Hebrang .

## Poduzetništvo
Bio je suvlasnik VTV televizije. Godine 2005. imao je 22,66 posto udjela u Media Timu, poduzeću za promidžbu i usluge osnovanome 1996.
Suvlasnik je tvrtki MEdiana u Varaždinu te MPR u Zagrebu.

## Politika
Bio je predstojnik Ureda za odnose s javnošću (2004-2008) Vlade Republike Hrvatske.

## Sudski procesi
Županijski sud u Zagrebu osudio ga je 11. ožujka 2014. na godinu dana zatvora uvjetno, s rokom kušnje od četiri godine, kao trećeoptuženoga zbog izvlačenja novca preko poduzeća Fimi Media.
Prema vlastitom priznanju pred sudom, posredovao je prilikom prodaje zadarskoga Hrvatskog lista Hrvatskoj demokratskoj zajednici po nalogu Ive Sanadera. 

## Kurioziteti
Maček je do 2011. bio u braku s Andreom r. Tikvić i iz tog braka ima dva sina.
U Križancu blizu Varaždina, na predjelu zvanom Glavić, na površini od gotovo 9434 metra četvorna je njegovo imanje s helidromom, travnjacima i vrtovima, vinogradom, vinskim podrumom. Vlasnik imanja je prema službenoj evidenciji Ratko Maček.